# Kvalspelet till herrarnas ICC T20-VM 2021 – Östasien-Stilla Havet
Kvalspelet till herrarnas ICC T20-VM 2021 – Östasien-Stilla Havet var en cricketturnering som utgjorde en del av kvalprocessen till Herrarnas ICC T20-VM 2021 som hölls i Förenade Arabemiraten. Tolv regionala kval organiserades av International Cricket Council (ICC) 2018, med 62 lag i fem regioner – Afrika, Nord- och Sydamerika, Asien, Europa och Östasien-Stilla Havet. De 25 bästa lagen från dessa tävlingar gick vidare till de regionala finalerna 2019, och sju av dessa vidare till huvudkvalet.
Åtta lag från Östasien-stillahavsregionen deltog i tävlingens inledande fas, uppdelade i två grupper bestående av fyra lag var. Dessa matcher ägde rum i Fiji och Filippinerna. De två topplagen från varje grupp avancerade vidare till Östasien-Stilla Havets regionala final. I april 2018 gav International Cricket Council (ICC) hel status till alla herrmatcher i Twenty20 mellan medlemsländer från och med 1 januari 2019, och därmed spelades alla matcher i den regionala finalen som fullvärdiga T20I matcher.
Den regionala finalen hölls i Papua Nya Guinea i mars 2019. Papua Nya Guinea vann den regionala finalen och gick vidare till huvudkvalet.

## Lag
| Grupp A                                     | Grupp B                                        |
| ------------------------------------------- | ---------------------------------------------- |
| - Fiji - Papua Nya Guinea - Samoa - Vanuatu | - Indonesien - Japan - Filippinerna - Sydkorea |

## Grupp A
Matcherna mellan lagen i grupp A spelades i Fiji mellan 25 och 29 augusti 2018. De två bästa lagen avancerade vidare till den regionala finalen.

### Poängtabell
| Plats | Lag              | Resultat | Resultat | Resultat | Resultat | Resultat | Resultat | Kvalificering                         |
| Plats | Lag              | S        | V        | F        | IR       | P        | NRR      | Kvalificering                         |
| ----- | ---------------- | -------- | -------- | -------- | -------- | -------- | -------- | ------------------------------------- |
| 1     | Papua Nya Guinea | 6        | 6        | 0        | 0        | 12       | 3.712    | Kvalificering till regionalt slutspel |
| 2     | Vanuatu          | 6        | 2        | 4        | 0        | 4        | 0.209    | Kvalificering till regionalt slutspel |
| 3     | Samoa            | 6        | 2        | 4        | 0        | 4        | −1.488   |                                       |
| 4     | Fiji             | 6        | 2        | 4        | 0        | 4        | −2.270   |                                       |

### Matcher
| 25 augusti 2018 09:30 FJT Rapport |

| Vanuatu · 143/9 (20 overs)                       | v | Fiji 145/7 (20 overs)                                       |
| Nalin Nipiko 47 (42) Kitiano Tavo 3/19 (4 overs) |   | Metuisela Beitaki 52 (31) Patrick Matautaava 2/23 (4 overs) |

- Fiji vann lottningen och valde att fälta.

| 25 augusti 2018 09:30 FJT Rapport |

| Papua Nya Guinea 209/8 (20 overs)          | v | Samoa 129/7 (20 overs)                       |
| Tony Ura 120 (55) Naa Vaasili 2/8 (1 over) |   | Sean Solia 39 (30) Chad Soper 4/10 (4 overs) |

- Papua Nya Guinea vann lottningen och valde att slå.

| 25 augusti 2018 13:30 FJT Rapport |

| Papua Nya Guinea 188/8 (20 overs)            | v | Fiji 113/9 (20 overs)                          |
| Assad Vala 70 (41) Jikoi Kida 3/23 (3 overs) |   | Seru Tupou 46 (37) Norman Vanua 3/18 (4 overs) |

- Fiji vann lottningen och valde att fälta.

| 25 augusti 2018 13:30 FJT Rapport |

| Samoa 144/6 (20 overs)                               | v | Vanuatu 127 (19 overs)                         |
| Benjamin Mailata 57 (38) Nalin Nipiko 4/37 (4 overs) |   | Joshua Rasu 52 (31) Lester Evile 4/8 (4 overs) |

- Vanuatu vann lottningen och valde att fälta.

| 27 augusti 2018 09:30 FJT Rapport |

| Fiji 139/8 (20 overs)                            | v | Samoa 130/7 (20 overs)                            |
| Peni Vuniwaqa 27 (22) Naa Vaasili 2/20 (2 overs) |   | Andrew Michael 52 (57) Tukana Tavo 2/27 (4 overs) |

- Samoa vann lottningen och valde att fälta.

| 27 augusti 2018 09:30 FJT Rapport |

| Papua Nya Guinea 239/2 (20 overs)                 | v | Vanuatu 158 (19.1 overs)                       |
| Assad Vala 110 (50) Andrew Mansale 1/34 (4 overs) |   | Nalin Nipiko 84 (53) Chad Soper 4/22 (4 overs) |

- Vanuatu vann lottningen och valde att fälta.

| 28 augusti 2018 09:30 FJT Rapport |

| Samoa 175/4 (20 overs)                       | v | Papua Nya Guinea 180/3 (18 overs)            |
| Dom Michael 83 (61) John Reva 2/23 (3 overs) |   | Assad Vala 65 (41) Sean Solia 1/30 (3 overs) |

- Samoa vann lottningen och valde att slå.

| 28 augusti 2018 09:30 FJT Rapport |

| Vanuatu 158/8 (20 overs)                        | v | Fiji 121/9 (20 overs)                                 |
| Joshua Rasu 91 (53) Kitiano Tavo 2/21 (4 overs) |   | Metuisela Beitaki 27 (21) Callum Blake 4/10 (4 overs) |

- Fiji vann lottningen och valde att fälta.

| 28 augusti 2018 13:30 FJT Rapport |

| Samoa 68 (16.2 overs)                                  | v | Vanuatu 72/1 (7.2 overs)                             |
| Naa Vaasili 16* (20) Apolinaire Stephen 3/25 (4 overs) |   | Patrick Matautaava 30 (15) Sean Solia 1/14 (2 overs) |

- Samoa vann lottningen och valde att slå.

| 28 augusti 2018 13:30 FJT Rapport |

| Fiji 31 (12.5 overs)                              | v | Papua Nya Guinea 35/2 (3.2 overs)               |
| Peni Vuniwaqa 11 (17) Charles Amini 4/1 (3 overs) |   | Lega Siaka 15 (5) Viliame Yabaki 1/16 (2 overs) |

- Fiji vann lottningen och valde att slå.

| 29 augusti 2018 13:30 FJT Rapport |

| Vanuatu 145/9 (20 overs)                     | v | Papua Nya Guinea 146/8 (18.4 overs)                  |
| Jamal Vira 39 (25) Assad Vala 4/25 (4 overs) |   | Jason Kila 41 (25) Patrick Matautaava 3/27 (4 overs) |

- Vanuatu vann lottningen och valde att slå.

| 29 augusti 2018 13:30 FJT Rapport |

| Fiji 163/6 (20 overs)                               | v | Samoa 165/1 (16.3 overs)                         |
| Metuisela Beitaki 91 (66) Sean Solia 2/14 (4 overs) |   | Dom Michael 100* (62) Peni Vuniwaqa 1/8 (1 over) |

- Samoa vann lottningen och valde att fälta.

## Grupp B
Matcherna mellan lagen i grupp A spelades i Friendship Oval vid Emilio Aguinaldo College i Dasmariñas, Filippinerna, mellan 1 till 7 december 2018. Det bästa laget i gruppen avancerar vidare till den regionala finalen.

### Poängtabell
| Plats | Lag          | Resultat | Resultat | Resultat | Resultat | Resultat | Resultat | Kvalificering                         |
| Plats | Lag          | S        | V        | F        | IR       | P        | NRR      | Kvalificering                         |
| ----- | ------------ | -------- | -------- | -------- | -------- | -------- | -------- | ------------------------------------- |
| 1     | Filippinerna | 6        | 5        | 1        | 0        | 10       | 0.325    | Kvalificering till regionalt slutspel |
| 2     | Sydkorea     | 6        | 3        | 3        | 0        | 6        | 0.263    |                                       |
| 3     | Japan        | 6        | 3        | 3        | 0        | 6        | 0.099    |                                       |
| 4     | Indonesien   | 6        | 1        | 5        | 0        | 2        | −0.677   |                                       |

### Matcher
| 1 december 2018 09:15 PhST Rapport |

| Japan 136/5 (20 overs)                           | v | Indonesien 124 (19.3 overs)                              |
| Tomoki Ota 39* (19) Ahmad Mushtaq 1/13 (2 overs) |   | Muhaddis Muhaddis 37 (28) Rui Matsumura 4/18 (3.3 overs) |

- Japan vann lottningen och valde att slå.

| 1 december 2018 13:45 PhST Rapport |

| Filippinerna 154/8 (20 overs)                     | v | Sydkorea 148 (19.5 overs)                         |
| Haider Kiani 36 (32) Park Keunyeol 3/26 (4 overs) |   | Jun Hyunwoo 42 (31) Surinder Singh 4/23 (4 overs) |

- Sydkorea vann lottningen och valde att fälta.

| 2 december 2018 09:30 PhST Rapport |

| Sydkorea 139/7 (20 overs)                                      | v | Indonesien 132/7 (20 overs)                        |
| Mudassir Iqbal 36 (30) Kirubasankar Ramamoorthy 4/10 (4 overs) |   | Kadek Gamantika 71* (57) Choi Jiwon 3/22 (4 overs) |

- Sydkorea vann lottningen och valde att slå.

| 2 december 2018 13:45 PhST Rapport |

| Japan 157/5 (20 overs)                            | v | Filippinerna 152/6 (20 overs)                           |
| Makoto Taniyama 61 (50) Grant Russ 2/17 (3 overs) |   | Machanda Biddappa 51* (48) Rui Matsumura 2/24 (4 overs) |

- Japan vann lottningen och valde att slå.

| 3 december 2018 09:30 PhST Rapport |

| Filippinerna 156 (19.5 overs)                        | v | Indonesien 153/6 (20 overs)                                    |
| Jonathan Hill 62 (32) Anjar Tadarus 5/32 (3.5 overs) |   | Kirubasankar Ramamoorthy 56 (43) Surinder Singh 2/14 (4 overs) |

- Filippinerna vann lottningen och valde att slå.

| 3 december 2018 13:45 PhST Rapport |

| Sydkorea 145/9 (20 overs)                               | v | Japan 149/4 (17.3 overs)                                   |
| Muhammad Nadeem 34* (18) Makoto Taniyama 3/18 (3 overs) |   | Masaomi Kobayashi 50 (30) Muhammad Nadeem 3/33 (3.3 overs) |

- Sydkorea vann lottningen och valde att slå.

| 5 december 2018 09:30 PhST Rapport |

| Filippinerna 103 (17.5 overs)                         | v | Sydkorea 99 (19.1 overs)                              |
| Jonathan Hill 23 (27) Mudassir Iqbal 4/20 (3.5 overs) |   | Muhammad Nadeem 38 (29) Surinder Singh 3/17 (4 overs) |

- Filippinerna vann lottningen och valde att slå.

| 5 december 2018 13:45 PhST Rapport |

| Japan 100 (18 overs)                          | v | Indonesien 101/6 (19.5 overs)                        |
| Kohei Wakita 18 (21) Gede Arta 4/20 (4 overs) |   | Kadek Gamantika 26 (30) Mian Siddique 2/23 (4 overs) |

- Japan vann lottningen och valde att slå.

| 6 december 2018 09:30 PhST Rapport |

| Filippinerna 118/9 (20 overs)                         | v | Japan 115/9 (20 overs)                           |
| Henry Tyler 30 (28) Kazumasa Takahashi 3/14 (4 overs) |   | Kohei Wakita 19* (15) Vimal Kumar 3/14 (4 overs) |

- Filippinerna vann lottningen och valde att slå.

| 6 december 2018 13:45 PhST Rapport |

| Indonesien 72 (17.5 overs)                         | v | Sydkorea 73/4 (15 overs)                       |
| Arya Pastika 12 (17) Mudassir Iqbal 3/14 (4 overs) |   | Nishat Sakib 32* (45) Maxi Koda 2/22 (4 overs) |

- Indonesien vann lottningen och valde att slå.

| 7 december 2018 09:30 PhST Rapport |

| Japan 127/8 (20 overs)                           | v | Sydkorea 128/6 (17 overs)                            |
| Raheel Kano 48 (54) Park Keunyeol 3/24 (4 overs) |   | Muhammad Nadeem 68 (32) Rui Matsumura 3/13 (4 overs) |

- Sydkorea vann lottningen och valde att fälta.

| 7 december 2018 13:45 PhST Rapport |

| Filippinerna 138/6 (20 overs)                   | v | Indonesien 110 (18.2 overs)                      |
| Karweng Ng 54 (40) Anjar Tadarus 3/12 (3 overs) |   | Kadek Gamantika 48 (40) Tariq Ali 2/17 (4 overs) |

- Indonesien vann lottningen och valde att fälta.

## Regionala finaler
De regionala finalerna hölls i Papua Nya Guinea mellan 22 till 24 mars 2019. Till följd av cyklonen Trevor kunde matcher inte spelas enligt schema under de två första dagarna av turneringen på grund av översvämmade spelplaner och schemat gjordes om. På första matchdagen vann Papua Nya Guinea båda sina matcher med stora marginaler. Inför sista matchdagen var det möjligt för både Papua Nya Guinea och Vanuatu att vinna gruppen, då Filippinerna åkte ut. På sista matchdagen avancerade Papua Nya Guinea till Kvalspelet till herrarnas ICC T20-VM 2021, då Vanuatu åkte ut efter att ha förlorat mot Filippinerna. Vanuatus Nalin Nipiko utsågs till turneringens bästa spelare.
| Kvalificerade lag | Kvalificerade lag |
| ----------------- | ----------------- |
| Grupp A           | Papua Nya Guinea  |
| Grupp A           | Vanuatu           |
| Grupp B           | Filippinerna      |

### Poängtabell
| Plats | Lag                  | Resultat | Resultat | Resultat | Resultat | Resultat | Resultat | Kvalificering                                 |
| Plats | Lag                  | S        | V        | F        | IR       | P        | NRR      | Kvalificering                                 |
| ----- | -------------------- | -------- | -------- | -------- | -------- | -------- | -------- | --------------------------------------------- |
| 1     | Papua Nya Guinea (V) | 4        | 3        | 0        | 1        | 7        | 5.499    | Kvalificering till interkontinentalt slutspel |
| 2     | Filippinerna         | 4        | 1        | 2        | 1        | 3        | –4.133   |                                               |
| 3     | Vanuatu              | 4        | 1        | 3        | 0        | 2        | –1.063   |                                               |

(V) Värdland

### Matcher
| 22 mars 2019 09:30 PNGST Rapport |

| Papua Nya Guinea · 216/4 (20 overs)             | v | Filippinerna · 83/8 (20 overs)                |
| Assad Vala 68 (39) Jonathan Hill 2/27 (3 overs) |   | Haider Kiani 13 (17) Chad Soper 2/6 (2 overs) |

- Filippinerna vann lottningen och valde att fälta.
- Kiplin Doriga, Jason Kila, Damien Ravu (Papua Nya Guinea), Machanda Biddappa, Richard Goodwin, Jonathan Hill, Haider Kiani, Ruchir Mahajan, Karweng NG, Grant Russ, Kuldeep Singh, Surinder Singh, Daniel Smith och Henry Tyler (Filippinerna) gjorde sina T20I debuter.

| 22 mars 2019 13:45 PNGST Rapport |

| Vanuatu · 124/6 (20 overs)                    | v | Papua Nya Guinea · 125/2 (15.2 overs)              |
| Nalin Nipiko 53 (55) Lega Siaka 2/7 (2 overs) |   | Tony Ura 65 (37) Williamsing Nalisa 1/29 (4 overs) |

- Vanuatu vann lottningen och valde att slå.
- Callum Blake, Jelany Chilia, Jonathon Dunn, Gilmour Kaltongga, Andrew Mansale, Williamsing Nalisa, Nalin Nipiko, Simpson Obed, Joshua Rasu, Ronald Tari och Jamal Vira (Vanuatu) gjorde sina T20I debuter.

| 23 mars 2019 09:30 PNGST Rapport |

| Vanuatu · 156/6 (20 overs)                         | v | Filippinerna · 93/7 (20 overs)                         |
| Nalin Nipiko 62 (57) Surinder Singh 3/32 (4 overs) |   | Machanda Biddappa 22* (22) Nalin Nipiko 2/16 (3 overs) |

- Vanuatu vann lottningen och valde att slå.
- Jason Long (Filippinerna) gjorde sin T20I debut.

| 23 mars 2019 13:45 PNGST Rapport |

| Papua Nya Guinea · 205/2 (20 overs)          | v | Filippinerna · 11/2 (2 overs)             |
| Tony Ura 107* (60) Jason Long 1/26 (2 overs) |   | Daniel Smith 5* (4) Sese Bau 2/4 (1 over) |

- Papua Nya Guinea vann  lottningen och valde att slå
- Matchen kunde inte spelas klart på grund av regn.
- Vimal Kumar gjorde sin T20I debut.
- Tony Ura blev den första slagmannen från Papua Nya Guinea att slå en 100-poängare.[17]

| 24 mars 2019 09:30 PNGST Rapport |

| Filippinerna · 46/3 (5 overs)                    | v | Vanuatu · 36/2 (5 overs)                       |
| Daniel Smith 22 (15) Nalin Nipiko 3/16 (2 overs) |   | Joshua Rasu 24 (19) Daniel Smith 1/8 (2 overs) |

- Vanuatu vann lottningen och valde att fälta.
- Matchen reducerades till fem overs per lag på grund av regn.
- Zechariah Shem och Clement Tommy (Vanuatu) gjorde båda sina T20I debuter.

| 24 mars 2019 13:45 PNGST Rapport |

| Vanuatu · 56/8 (13 overs)                        | v | Papua Nya Guinea · 60/0 (3 overs) |
| Andrew Mansale 10 (11) Lega Siaka 3/16 (3 overs) |   | Norman Vanua 29* (10)             |

- Vanuatu vann lottningen och valde att slå.
- Matchen reducerades till 13 overs per lag på grund av regn.
- Wesley Viraliliu (Vanuatu) gjorde sin T20I debut.